# Staatsgerichtshof für das Land Württemberg-Hohenzollern
Der Staatsgerichtshof für das Land Württemberg-Hohenzollern war ein Gericht der Verfassungsgerichtsbarkeit mit Sitz in Tübingen, das im Jahr 1949 errichtet wurde. Nachdem im neu gegründeten Land Baden-Württemberg ein vorläufiger Staatsgerichtshof eingerichtet worden war, beschränkte sich seine Zuständigkeit auf die Entscheidung der schon anhängigen Verfahren, und mit der Errichtung des Staatsgerichtshofs für das Land Baden-Württemberg durch Gesetz vom 13. Dezember 1954 wurde er aufgelöst.

## Geschichte
Schon die ersten Entwürfe einer Verfassung für das Land Württemberg-Hohenzollern sahen die Einrichtung eines Staatsgerichtshofs vor. In den Verhandlungen der Beratenden Landesversammlung des Landes Württemberg-Hohenzollern über eine Landesverfassung war der Staatsgerichtshof wenig umstritten und nahm daher kaum Raum ein. In der ersten Lesung der Verfassung äußerte sich überhaupt nur Carlo Schmid zum Thema und bezeichnete Organe wie „ein[en] Verwaltungsgerichtshof oder Staatsgerichtshof […], [die] die Amtsführung auch der Regierung auf die Konformität mit dem Gesetz hin jederzeit auf Anruf eines einzelnen Betroffenen kontrollieren können“, als notwendig für einen Rechtsstaat.
Die ursprünglich vorgesehene Regelung, nach der nur drei der nichtrichterlichen Mitglieder des Staatsgerichtshofs vom Landtag gewählt werden sollte, scheiterte an der Ablehnung der französischen Militärregierung, so dass schließlich bestimmt wurde, dass alle diese Mitglieder vom Landtag zu wählen waren. Außerdem wurde ein Änderungsantrag Carlo Schmids angenommen, wonach Mitglieder des Staatsgerichtshofs nicht zugleich dem Landtag angehören durften. Keine Mehrheit fand ein Antrag der KPD, nur drei statt vier richterliche Mitglieder vorzusehen. Die übrigen Bestimmungen wurden schließlich einstimmig von der Beratenden Landesversammlung angenommen.
Das Gesetz über den Staatsgerichtshof vom 11. Januar 1949 errichtete den Gerichtshof förmlich. Bei der Beratung dieses Gesetzes im Landtag war umstritten, ob das Gericht befugt sein solle, einen Minister aus dem Amt zu entlassen. Die letztlich beschlossene Fassung sprach ihm diese Befugnis zu.
Vor dem Erlass der Verfahrens- und Geschäftsordnung des Staatsgerichtshofs sorgte die Frage für Streit, ob er stets in voller Besetzung entscheiden müsse, oder ob vorgesehen werden dürfe und solle, dass normalerweise nur ein Teil der Mitglieder einen Fall entscheide. Schließlich setzte sich die erste Position durch; § 1 der am 26. Juni 1950 durch den Landtag genehmigten Verfahrens- und Geschäftsordnung (Regierungsblatt für das Land Württemberg-Hohenzollern S. 273) sah vor: „Der Staatsgerichtshof entscheidet in voller Besetzung.“

## Richter
Vorsitzender des Staatsgerichtshofs war nach Art. 64 der Verfassung für Württemberg-Hohenzollern der jeweilige Präsident des Oberlandesgerichts. 
Der erste Vorsitzende war demnach Emil Niethammer. Nach seinem Ausscheiden zum 31. Mai 1950 führte zunächst der Oberlandesgerichtsrat Karl Walter die Geschäfte, bis zum 1. Januar 1951 Oskar Schmid Oberlandesgerichtspräsident und damit auch Vorsitzender des Staatsgerichtshofs wurde. Walter gehörte dem Gerichtshof auch für die restliche Zeit seines Bestehens als richterliches Mitglied an. Weitere richterliche Mitglieder waren die Oberlandesgerichtsräte Karl Dopffel (bis März 1950) und Pfizer (ab April 1950) und der Verwaltungsgerichtsrat Erich Schariry.
Am 8. Juli 1949 wählte der Landtag fünf nichtrichterliche Mitglieder des Gerichts, darunter Kurt Georg Kiesinger, Oskar Sailer und Walter Erbe.